# Theatre Royal Haymarket

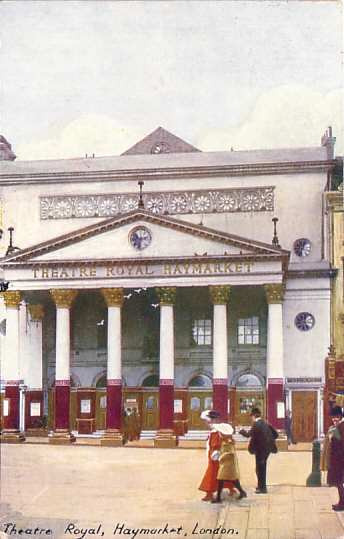
Theatre Royal Haymarket, omkring 1900.

Theatre Royal eller Haymarket Theatre (har även kallats Little Theatre för att skiljas från Her Majesty's Theatre som även den gått under benämningen Haymarket Theatre), är en teater vid Haymarket i stadsdelen West End i London.
Teatern uppfördes första gången 1720. Nuvarande byggnad invigdes 1821 och genomgick en kraftig ombyggnad 1880. Dess första glansperiod upplevde teatern under 1700-talet med Henry Fieldings samhällskritiska pjäser, såsom The Welsh Opera (1731). Under 1800-talets andra hälft var Theatre Royal Londons främsta teater.